# Körösbarlang
Körösbarlang, 1910-ig Pestere (románul Peștere, 1941-ig Peșterea) község Romániában, Bihar megyében, Élesdtől dél-délnyugatra, légvonalban 4, közúton 5 kilométerre. 1919-ig és 1941–1944 között Magyarországhoz, Bihar vármegye Élesdi járásához tartozott, 1956-tól Esküllő társközsége.

## Fekvése
Körösbarlang a Király-erdő északi peremén, a Sebes-Körös folyásától délre fekszik. A környék karsztjelenségekben gazdag, legnevezetesebb barlangja a voltaképpen Esküllőtől délre található, őslénytanilag is jelentős Igric-barlang (Peștera Igrița).

## Története
Első írásos említése 1692-ből ismert (Bestele). 1773-ban románok lakta faluként írták össze, s a 19. század folyamán is román településként adtak hírt róla (Pestere, Pistyira, Pestyere).
A falu lélekszáma 1910-ben 657 főt tett ki (91,5% román, 5,0% magyar, 1,7% szlovák, 0,6% német). A 20. század folyamán a népességszám 600 és 850 fő között ingadozott, a 2002-es népszámlálás idején a falunak 805 lakosa volt (99,3% román, 0,5% magyar). Ekkor a körösbarlangiak 68,9%-a ortodox, 24,8%-a pünkösdista, 5,8%-a baptista vallású volt.